# Radio Ancoa
Radio Ancoa es una emisora radial de la ciudad de Linares, en Chile. Fue fundada en 1977, siendo la segunda radio en establecerse en esta ciudad tras Radio Soberanía, y desde 2011 es la más antigua en funciones.
El nombre de la estación se debe al río del mismo nombre que corre al sur de la ciudad.
Actualmente pertenece al grupo liderado por la Familia Krebs, al cual pertenece Radio Ancoa de Linares, además del Canal 5 de Linares.
Sus estudios se ubican en calle Rengo 959 de Linares.

## Breve historia
El 15 de agosto de 1977, parte las transmisiones de Radio Ancoa en el 1160 AM como una radio de corte general, mezclando programas musicales con noticiarios que daban las informaciones más importantes del acontecer local. Al año siguiente funda como emisora filial la Radio Ambrosio, la primera radio FM de Linares.
En 1996 inician sus transmisiones en la banda FM, originalmente en el 95.3, para luego cambiar a la frecuencia 103.5, la cual mantuvo hasta marzo de 2019, en que pasó al 95.7.
En 2006 lanzan su página web, la que hoy también es un portal de noticias de Linares y sus alrededores.
En septiembre de 2019 se convirtió en la primera radio de Linares en transmitir en Televisión Digital de Alta Definición en la frecuencia 5.3, la cual se puede ver también en su sitio web. De esta manera también lograron la primera emisión en HDTV abierta y gratuita de un partido de Deportes Linares.

## Antiguas frecuencias
- 103.5 MHz (Linares), hasta el 16 de marzo de 2019.